# Diarrea
La diarrea è un disturbo della defecazione caratterizzato da un aumento dell'emissione di una quantità giornaliera di feci superiore ai 200 g, con diminuzione della loro consistenza e da un aumento della frequenza di scarica dell'alvo intestinale. Può essere acuta se la durata è inferiore alle due settimane, persistente se compresa tra due e quattro settimane e cronica se ha durata superiore.

## Classificazione

### Criteri temporali

#### Diarrea acuta
La diarrea acuta è definita come una secrezione anormale frequente di materia fecale liquida o semisolida intestinale, che dura meno di 14 giorni, dalla World Gastroenterology Organisation (WGO).
È scatenata principalmente da agenti infettivi (nel 70% dei casi), ma può essere dovuta anche all'uso di farmaci (es: chemioterapici), alla presenza di fecalomi, alla reintroduzione di cibi solidi dopo un periodo di digiuno, alle radiazioni e ad altre condizioni patologiche (diverticolite, intossicazioni da metalli pesanti, ischemia intestinale, allergie o intolleranze).
I microrganismi che possono provocare diarrea acuta sono molteplici; tra essi vanno ricordati: Staphylococcus aureus, Escherichia coli, Vibrio cholerae, Clostridioides difficile, Campylobacter jejuni, Salmonella spp., Shigella spp., Giardia lamblia (o intestinalis), Entamoeba histolytica, Rotavirus, Adenovirus, alcune specie di elminti. La lista, comunque, è estremamente lunga.
La diarrea acuta da causa infettiva è un problema serio nei paesi in via di sviluppo in quanto si ritiene che causi, annualmente, la morte di almeno 4 milioni di bambini di età inferiore ai 5 anni. Queste patologie trovano un facile terreno di propagazione in aree con condizioni igienico-sanitarie precarie: mancanza di acqua potabile, affollamento, presenza di rifiuti non smaltiti, inadeguata cottura di alcuni cibi.
Alla diarrea da cause infettive si possono accompagnare altri sintomi, che dipendono dal tipo di microrganismo responsabile dello stato patologico. Si può avere nausea, vomito, febbre e la diarrea può essere acquosa o sanguinolenta. In caso di ingestione di alimenti che presentano tossine batteriche, generalmente, si ha vomito, nausea e dolore diffuso di tipo crampiforme ma non molto forte. La febbre, invece, è poco frequente.
I microrganismi in grado di invadere l'epitelio intestinale (Salmonella, Shigella, ecc.) o di produrre tossine citotossiche (C. difficile) determinano dolore addominale e febbre elevata e diarrea sanguinolenta. I microrganismi che non invadono la mucosa intestinale (es: Giardia) o quelli che la invadono producendo scarsa infiammazione (virus) determinano per lo più diarrea acquosa.

#### Diarrea cronica
Il più delle volte è dovuta alla presenza di sindrome del colon irritabile, ma può essere dovuta alla presenza di celiachia o di malattie infiammatorie intestinali (malattia di Crohn, rettocolite ulcerosa). A esse si possono affiancare altre cause tra cui: gastroenterite eosinofila, radiazioni, insufficienza pancreatica esocrina, deficit di lattasi, sindrome dell'intestino corto, malattia di Whipple, sindrome da carci.
Nella diarrea cronica, oltre ai sintomi già presentati, si possono associare deficit nutrizionali dovuti a malassorbimento o al consumo aumentato dei fattori in questione. I deficit nutrizionali possono essere sia generalizzati, sia selettivi.

### Criteri eziologici

#### Diarree secretorie
Sono caratterizzate da un volume fecale elevato in quanto si ha una notevole perdita di liquidi. Sono scatenate dalla presenza di sostanze endogene o esogene in grado di legarsi a recettori specifici situati sulla membrana delle cellule dell'epitelio intestinale. Ciò determina l'attivazione di cascate molecolari di vario tipo (a seconda del recettore coinvolto), che culminano nella fosforilazione di proteine di trasporto che aumentano la permeabilità della cellula al cloro (sezione apicale) e al potassio (sezione basolaterale). La forte secrezione di cloro all'esterno costituisce la forza trainante per il richiamo di sodio, potassio e acqua. Si verifica anche secrezione di bicarbonato, ma non è noto il meccanismo con cui ciò avvenga.
C'è poco o nessun danno strutturale. La causa più comune nei paesi poco sviluppati di questo tipo di diarrea è la tossina del colera che stimola la secrezione di anioni, in particolare gli ioni cloruro (Cl−). Pertanto, per mantenere un equilibrio di carica nel tratto gastrointestinale, viene portato con sé sodio (Na+), insieme ad acqua. In questo tipo di diarrea la secrezione fluida intestinale è isotonica rispetto al plasma anche durante il digiuno.
La perdita di sodio, cloro, bicarbonato, acqua e, in misura minore, di potassio può determinare disidratazione, acidosi metabolica e diminuzione del gap osmotico fecale. Il meccanismo fisiopatologico spiega anche perché queste diarree continuano anche se la persona digiuna (test del digiuno negativo).

#### Diarree osmotiche
Le diarree osmotiche compaiono allorché l'osmolarità del lume intestinale supera di 50-100 mOsm/kg quella plasmatica. La diarrea osmotica si verifica quando troppa acqua viene richiamata nell'intestino. Se una persona beve soluzioni con zucchero in eccesso o sale in eccesso, queste possono richiamare acqua dal corpo verso il lume intestinale e causare diarrea osmotica.
Le cause più comuni sono: malassorbimento di carboidrati, deficit di lattasi, uso eccessivo di lassativi o di antiacidi contenenti magnesio.
Il malassorbimento può essere provocato da malattia pancreatica o celiachia in cui i nutrienti vengono lasciati nel lume, invece di essere assorbiti, e ciò provoca il richiamo dell'acqua. I lassativi osmotici sono utilizzati per alleviare la costipazione e attingendo acqua nelle viscere). In soggetti sani, troppo magnesio o vitamina C o lattosio non digerito possono produrre diarrea osmotica e distensione intestinale. Una persona che ha intolleranza al lattosio può avere difficoltà ad assorbire il lattosio dopo un'assunzione straordinariamente elevata di prodotti caseari. Nelle persone con malassorbimento di fruttosio, l'assunzione eccessiva di fruttosio può anche causare diarrea. Gli alimenti ad alto contenuto di fruttosio che hanno anche un alto contenuto di glucosio sono più assorbibili e hanno meno probabilità di causare diarrea.
Il sorbitolo (spesso presente in alimenti senza zucchero) sono difficili da assorbire per il corpo e, in grandi quantità, possono portare a diarrea osmotica. Nella maggior parte di questi casi, la diarrea osmotica si interrompe quando l'agente causale, ad es. latte o sorbitolo, viene interrotto.
La perdita d'acqua è inferiore a quella che si ha nelle diarree secretive e il contenuto elettrolitico fecale è più basso rispetto alla norma, il che comporta un aumento del gap anionico. Una caratteristica tipica, invece, è il riscontro nelle feci di un aumento degli acidi grassi a catena corta e dell'acido lattico.
Diarree di questo tipo determinano alterazioni dell'equilibrio acido-base e degli elettroliti plasmatici poco significative. Il test del digiuno risulta essere positivo.

#### Diarree da alterata motilità intestinale
Consistono in un aumento dell'attività propulsiva dell'intestino con conseguente diminuzione del tempo di transito dei nutrienti. La causa più frequente di questa condizione, che può comunque anche aggiungersi ai meccanismi patologici precedentemente presentati, è la sindrome del colon irritabile. Generalmente la sintomatologia di questa condizione compare con diarrea, a volte alternata a stipsi, cui si può aggiungere dolore addominale, presenza di muco nelle feci e tenesmo.
Altre condizioni che possono produrre questo tipo di diarrea sono anche quelle che determinano una ostruzione del transito intestinale (fecalomi, tumori) in quanto si determina un iperafflusso di liquidi attorno all'area stenotica.
Anche condizioni che riducono la motilità intestinale possono determinare la comparsa di diarrea in quanto vi è la possibilità dell'aumento della presenza di batteri i quali possono deconiugare gli acidi biliari, bloccandone la funzione di assorbimento dei grassi. Il risultato di ciò è la comparsa di diarrea e steatorrea.
È da ricordare che varie malattie neurologiche determinano alterazione dei meccanismi di motilità intestinale con possibilità di comparsa di diarrea

#### Diarree infiammatorie
Sono caratterizzate da un danno della mucosa intestinale dovuto allo svilupparsi di un processo infiammatorio che può essere causato da svariati fattori: autoimmunità, ipersensibilità, infezioni, radiazioni, ischemia intestinale, farmaci. Tra le cause di diarrea infiammatoria vanno ricordate: la malattia di Crohn, la rettocolite ulcerosa, la malattia celiaca, le allergie alimentari.
Il danno infiammatorio stimola le cellule staminali delle cripte intestinali le quali si moltiplicano e si differenziano. Esse, poi, vanno a rimpiazzare quelle perse ma, a differenza di queste ultime, presentano una diminuzione dell'attività di alcuni enzimi e trasportatori di membrana. Le capacità secretive, invece, sono equivalenti alle cellule che sono state sostituite.
È da considerare, inoltre, che il processo patologico stimola l'invasione della lamina propria intestinale da parte di cellule della serie bianca (macrofagi, linfociti, ecc.), che producono fattori in grado di stimolare l'attività secretiva delle cripte (istamina, ossido nitrico, adenosina, serotonina, eicosanoidi e altri).
Il risultato di ciò è lo svilupparsi di un tessuto con ridotte capacità assorbenti e aumentate capacità secretive, il che genera lo sviluppo di diarrea. Se il danno infiammatorio continua, si possono formare anche ulcere cui segue formazione di un essudato, proveniente dai capillari, contenente proteine e sangue.
Come si può capire, le diarree infiammatorie sono di tipo misto, ovvero presentano sia i meccanismi delle diarree secretive sia di quelle osmotiche. I meccanismi coinvolti nel loro sviluppo sono vari, ma le specifiche sono differenti a seconda della malattia sottostante.
Dal punto di vista clinico si può avere febbre, dolore addominale, feci miste a muco, sangue e pus. Si possono sviluppare anche fenomeni di malassorbimento o deficit di nutrienti.

#### Dissenteria
Se c'è sangue visibile nelle feci e sono soddisfatti i criteri per identificare una diarrea, possiamo parlare di un quadro clinico noto come dissenteria. Il sangue è un segno di invasione del tessuto intestinale da parte di microrganismi come Shigella, Entamoeba histolytica e Salmonella.

## Trattamento
Come visto precedentemente, la diarrea è un'espressione di un processo patologico sottostante che deve, pertanto, essere individuato e trattato. L'antidiarroico può essere quindi solo una misura palliativa finché l'organismo stesso o il medico hanno potuto rimediare alla causa a monte. Spesso è controindicato l'intraprendere subito qualcosa: se si tratta di infezioni, l'intestino fa bene a liberarsi dei germi.
La diarrea disturba anzitutto l'equilibrio idro-elettrolitico (acqua e sali) dell'organismo e nelle persone con poche riserve di grassi in breve varia anche l'approvvigionamento energetico. Come pronto soccorso si ricorre, prima della somministrazione di antidiarroici, alla reintegrazione dei liquidi, sali e zuccheri. Efficaci possono risultare brodi (animali o vegetali) e tisane (con miele in alternativa). Esistono anche soluzioni reidratanti orali contenenti elettroliti e glucosio. Nel caso in cui la persona presenti segni di disidratazione o sia assai defedata, si può ricorrere all'uso di soluzioni elettrolitiche per via endovenosa.
Qualora si ravvisino deficit nutrizionali è bene correggerli somministrando i fattori di cui l'organismo è deficiente.
In caso di diarrea acuta da infezione batterica la terapia tramite antibiotici è controversa in quanto tendono a essere autolimitanti e la diarrea stessa contribuisce a ridurre la carica microbica intestinale. Eventualmente si può far uso di probiotici per ripristinare la flora intestinale intaccata dall'uso di antibiotici. L'uso dei probiotici in aggiunta alla terapia reidratante orale, si è infatti dimostrato efficace nel ridurre la severità e la durata della diarrea. È stato dimostrato che L. delbrueckii LDD01, L. rhamnosus LR04, L. pentosus LPS01, Lactobacillus plantarum LP01 sono tra i ceppi di lactobacilli più efficaci nell'inibire la crescita dei principali ceppi diarrogeni di Escherichia coli. In alcuni casi, comunque, l'uso degli antibiotici può venir preso in considerazione in caso di diarrea persistente in cui si è riusciti a identificare il microrganismo responsabile. Il ricorso agli antibiotici si rende necessario in persone immunodeficienti, con neoplasie, portatori di protesi ortopediche o vascolari.
L'uso degli antidiarroici, antimuscarinici e altri sintomatici deve essere considerato con molta cautela, in quanto non agiscono a livello del processo patologico causale. Nel caso delle diarree di natura infettiva, poi, possono allungare la durata della malattia stessa, nonché indurre complicanze che possono anche essere serie come: perforazione intestinale, megacolon. Possono essere saltuariamente utilizzati in caso di malattia diverticolare o sindrome del colon irritabile. Sono comunque prodotti il cui uso è sconsigliato in bambini e anziani.
Secondo una ricerca pubblicata sul Journal of Clinical Gastroenterology gli alimenti con probiotici, chiamati anche batteri buoni, possono ridurre la durata di un attacco di diarrea.